# Vadász és Versenylap

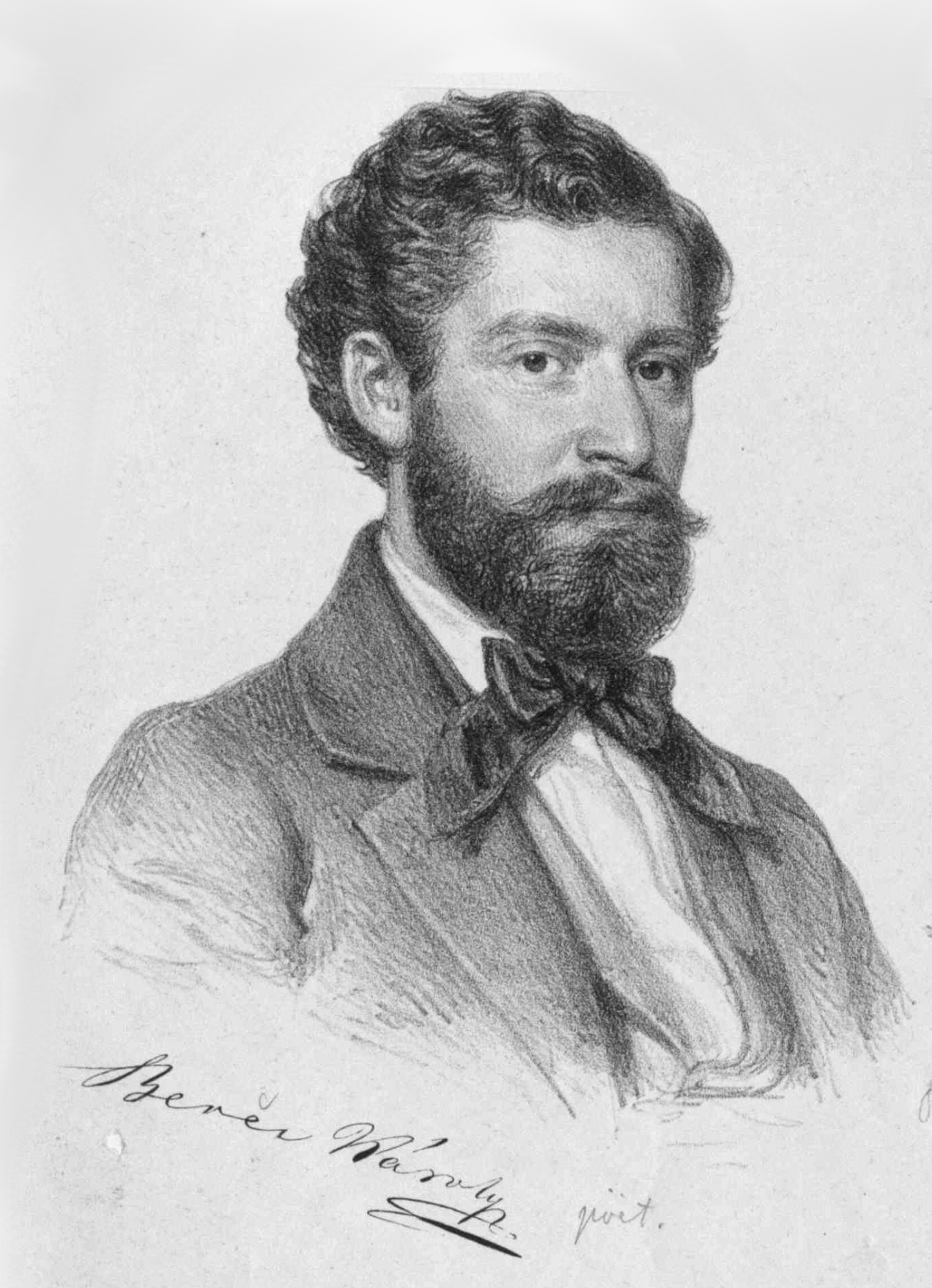
Az alapító főszerkesztő gróf Széchenyi István egykori titkára Bérczy Károly

A Vadász és Versenylap  vagy Vadász- és Versenylap vagy Vadász- és Verseny-lap „az országos lótenyésztés lapja, a magyar lovaregylet, az úrlovas-szövetség, a vidéki versenyegyletek, a magyar Tattersall-egylet s az összes lótenyész-bizottmányok hivatalos közlönye” volt az 1857-ben történt alapításától az 1919-es megszűnéséig.

## Története
Az első magyar nyelvű sportújságnak 1857. január 15-én, Pesten, a Landerer és Heckenast nyomdában készült el az első példánya. 1857. január 15-én, Lapok a Lovászat és a Vadászat körébõl címet viselte, majd 1858-tól „Vadász- és Verseny-lap” lett a címe. Alapítója Bérczy Károly volt, aki tíz évig, 1857 és 1867 között szerkesztette. Kezdetben szerkesztőtársa volt Ujfalvy Sándor földbirtokos, vadászati szakíró is. Az első szám vezércikkét Eötvös József írta A hazai sportról címmel:
…A „Vadászlapoknak" egyik — s szerintem fő feladatuk az, hogy hazánkban a nemes „sport"-tal foglalkozóknak közlönyül szolgáljanak s midőn azt, mi az ország különböző vidékein mezőn és erdőben történt, hitelesen eléadják, egyszersmind az érdeket neveljék, melly e nemes időtöltéshez nálunk, mint minden tetterővel biró nemzetnél mindig mutatkozott. Miután pedig, angol szótárt véve kezünkbe azt találjuk, hogy sport tulajdonkép csak időtöltést, mulatságot jelent, sokan nagy komolysággal talán azt fogják kérdezni : váljon olly tárgy, melly csak mulatságnak, csak időtöltésnek tekinthető, méltó e arra, hogy vele komolyan foglalkozzunk?…
…vajha e lap, mellynek szerkesztését elvállalá, mentül szélesebb körre terjedve, nemcsak azok várakozásának feleljen meg, kik attól a lótenyésztés emelését remélik, de azokénak is, kik velem azt hiszik, miszerint e hon termelési képességei közt legfontosabb az, hogy férfiakat teremjen — s kik erre azon férfias gyakorlatok elterjedésénél, melylyeket az angol sportnak nevez s mellyek a „Vadászlapok" egyik fő tárgyát képezik, jobb és biztosabb eszközt nem ismernek.
A lap alcíme gyakran változott. Megindításakor:  … egyszersmind az országos lótenyésztés lapja, a pesti és vidéki lovaregyletek s az összes megyei lótenyészbizottságok hivatalos közlönye. Az 1870-es években: A Magyarországi és különösen a Pesti Lovar-egylet hivatalos közlönye. A századfordulóig: A pesti és vidéki lovaregyletek és vadász-sport közlönye, illetve: … egyszersmind az országos lótenyésztés lapja, a Magyar Lovaregylet, a vidéki versenyegyletek, s az összes megyei lótenyészbizottmányok hivatalos közlönye. A századfordulótól a megszűnéséig: a Magyar Lovaregylet, Az Úrlovasok Szövetkezete, a vidéki verseny egyletek, a Budapesti Polo Club, az Országos Agarász Szövetség s az összes lótenyészbizottságok hivatalos közlönye.
A Vadász és Versenylap  a budapesti és bécsi lóversenyek ideje alatt minden versenynap előestéjén, egyébként pedig hetenként egyszer jelent meg.
1868-ban gróf Lázár Kálmán és Sárkány János Ferenc vette át a lapot, majd 1869-től 1873-ig Sárkány János Ferenc és Keve József szerkesztette. 1873 és 1889 között Sárkány egyedül állt a lap élén; 1889-93 között Sárkány és Pulay Kornél, 1894-től pedig Sárkány és Ferdinándy Béla volt a lap vezetője. A lapból kivált Vadász-lap című önálló újság Sárkány János Ferenc szerkesztésében 1880. január 1-én indult útjára.
A magyarországi Tanácsköztársaság alatt a lóversenyeket betiltották, a lovakat, tenyészméneseket, idomító istállókat államosították. A vörösterror időszaka alatt a Vadász és Versenylap megjelenése is szünetelt. A Tanácsköztársaság bukását követően azonban már csak néhány lapszámot élt meg. Utolsó lapszáma 1919. szeptember 17-én jelent meg.